# Pull-out de fibras
El pull-out de fibras, es uno de los mecanismos como se evidencia falla en los materiales compuestos de matrix polimérica reforzados con fibras. Otras formas de falla incluyen la delaminación, el agrietamiento intralaminar de la matriz, partición longitudinal de la matriz, el despegue de la interfaz entre fibras y matriz y la fracturas de fibra. La causa del pull-out y delaminación de la fibra es una unión débil entre ambas.
Trabajo para despegar la interfase, {\displaystyle W_{d}={\frac {\pi \;d^{2}\;\sigma _{f}^{2}\;l_{d}}{24\;E_{f}}}} 
donde
- {\displaystyle d} es el diámetro de la fibra
- {\displaystyle \sigma _{f}^{2}} es la resistencia a la falla de la fibra
- {\displaystyle l_{d}} es la longitud de la zona despegada
- {\displaystyle E_{f}} es módulo de fibra

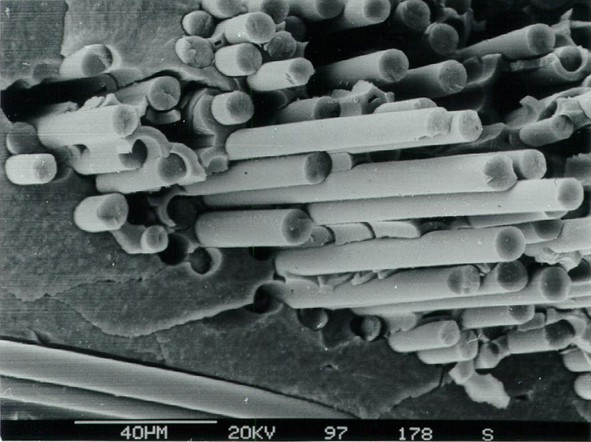

En materiales  compuestos de matriz cerámica, este mecanismo no es un mecanismo de falla, pero es esencial para su tenacidad a la fractura, que es varios factores superior a la de las cerámicas convencionales.
La figura es un ejemplo de cómo se ve una superficie de fractura en materiales compuestos reforzados con fibras. Las fibras fuertes conectan regiones cuando grietas transversales aparecen antes de fallar con deformaciones de alrededor del 0,7 %, y por lo tanto, evitan la falla frágil del material al 0,05 %, especialmente en condiciones de choque térmico . Esto permite utilizar este tipo de materiales cerámicos para escudos térmicos aplicados para el reingreso de vehículos espaciales, frenos de disco y componentes de cojinetes deslizantes.
1. 1 2  WJ Cantwell, J Morton (1991). «The impact resistance of composite materials -- a review». Composites 22 (5): 347-62. doi:10.1016/0010-4361(91)90549-V.
2. ↑  Serope Kalpakjian, Steven R Schmid. "Manufacturing Engineering and Technology". International edition. 4th Ed. Prentice Hall, Inc. 2001. ISBN 0-13-017440-8
3. ↑  PWR Beaumont. "Fracture mechanisms in fibrous composites". Fracture Mechanics, Current Status, Future Prospects. Edited by RA Smith. Pergamon Press: 1979. p211-33 in WJ Cantwell, J Morton (1991). «The impact resistance of composite materials -- a review». Composites 22 (5): 347-62. doi:10.1016/0010-4361(91)90549-V.
4. ↑  V. Bheemreddy et al. "Modeling of fiber pull-out in continuous fiber reinforced ceramic composites using finite element method and artificial neural networks," Computational Materials Science, Vol. 79, pp.663-676, 2013.
5. ↑  W. Krenkel, ed.:Ceramic Matrix Composites, Wiley-VCH, Weinheim, 2008, ISBN 978-3-527-31361-7

- Datos: Q5446368